# Мкртчян, Сусанна Миграновна
Суса́нна Мкртчя́н (арм. Սուսաննա Մկրտչյան) — армянский общественный деятель, википедист, основатель-президент научно-образовательной организации Викимедиа Армения (2013), кандидат технических наук. В 2015 году основатель Википедии Джимми Уэйлс удостоил Сусанну Мкртчян почётного упоминания на ежегодной международной конференции Викимания в Мехико. Видение вики-лагерей и проектов вики-клубов было задумано и реализовано . В 2015 и 2016 годах проект Wikisource был признан «Самым удивительным проектом года» . В 2018 году Сусанна Мкртчян была избрана вице-президентом Всемирной группы Википедии и обучения пользователей.

## Биография

### Образование
Сусанна Мкртчян родилась в 1949 году в Ереване. В 1956—1964 годах училась в ереванской школе имени Аветика Исаакяна. В 1964—1966 годах продолжила учёбу в физико-математической школе имени Манука Абегяна, которую окончила с золотой медалью. В 1966—1971 годах обучалась на механико-математическом факультете Ереванского государственного университета на факультете кибернетики, в 1984—1986 годах была направлена во Всесоюзный научно-исследовательский институт системных исследований и участвовала в разработке системы управления базами данных ИНЕС. За это время Сусанна разработала пользовательский интерфейс базы данных, получив за эту работу кандидатскую степень в 1986 году.

## Общая деятельность

### Научно-техническая деятельность

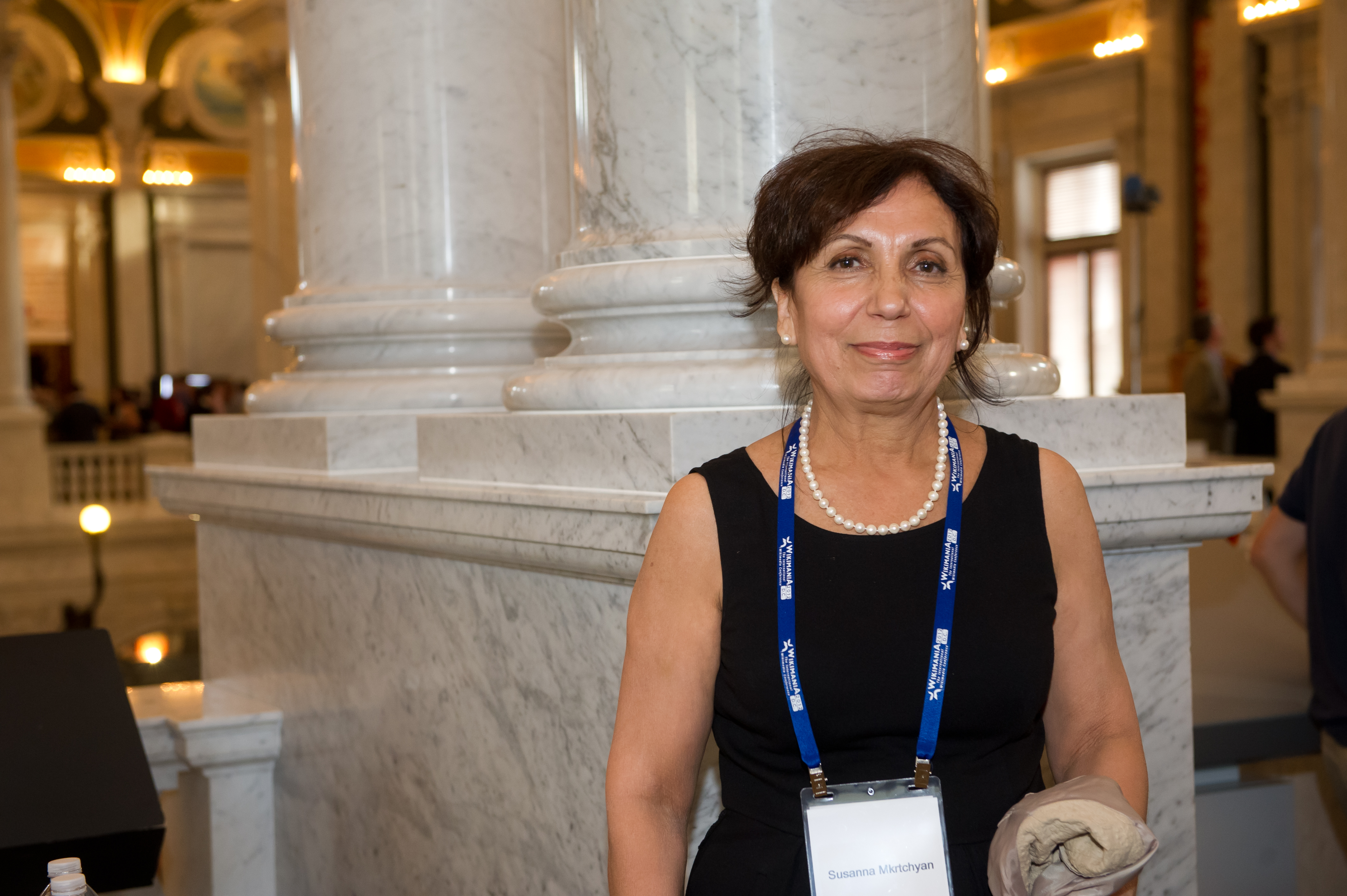

Профессиональную деятельность начала в Ереванском математическом научно-исследовательском институте им. Мергеляна, затем работала в Главном вычислительном центре Госплана СССР, сначала руководителем группы, а затем руководителем отдела автоматизированных банков данных. С 2010 года работает в Институте проблем информатики и автоматизации НАН РА ведущим научным сотрудником.

## Вики-волонтёр

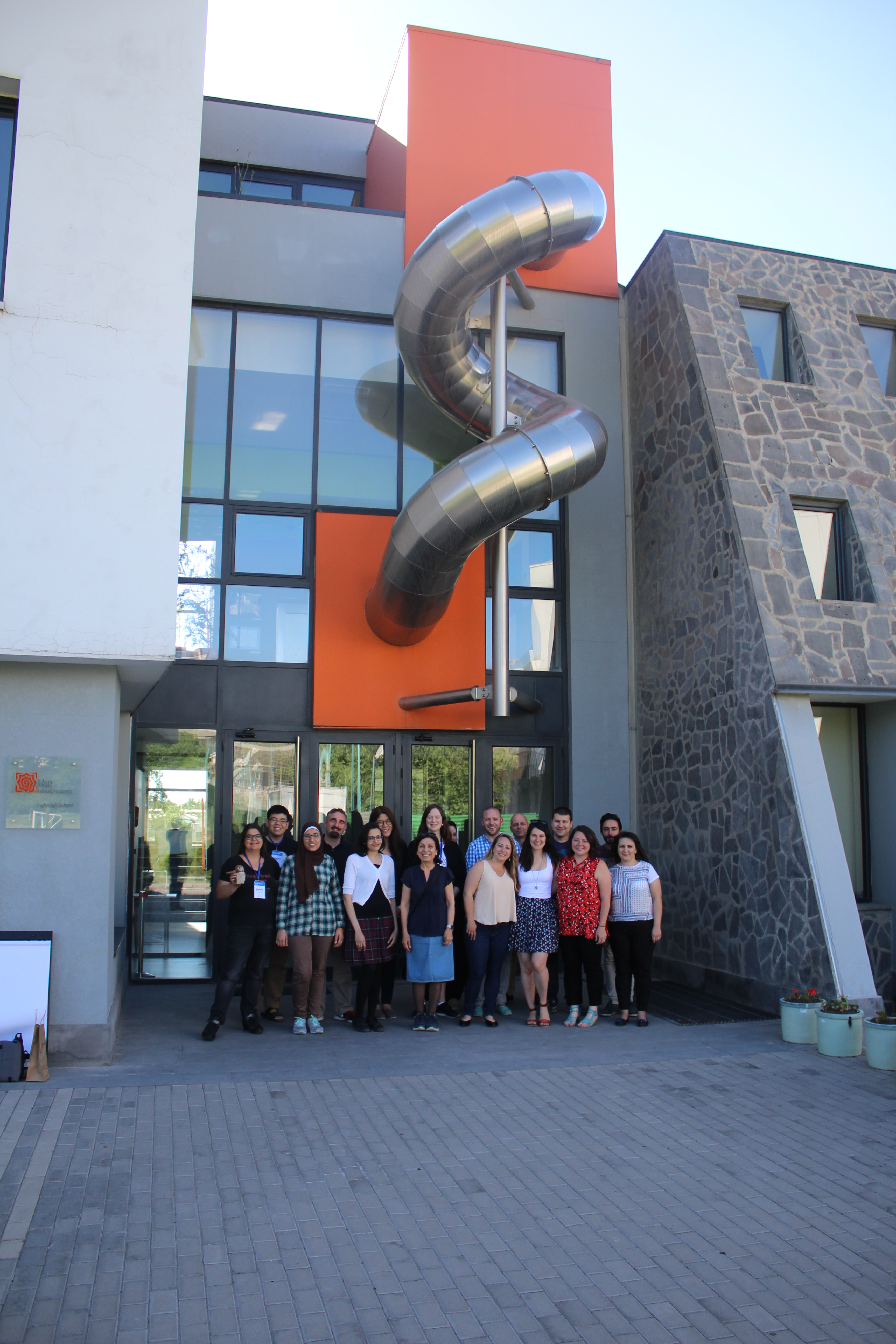
Встреча Wikipedia по обучению и сотрудничеству в школе Айб в Ереване, Армения, 2-4 июня 2017 года

В 2010 году Сусанна Мкртчян начала редактировать Википедию. Будучи научным работником, заметила, что Википедия может создать среду для сотрудничества армянских учёных как внутри страны, так и с их зарубежными коллегами. В 2011 году она приняла участие в ежегодной Викимании, проходившей в Хайфе (Израиль), где обсудила с представителями Фонда идею создания отделения Викимедиа в Армении. 14 мая 2013 года была основана общественная организация Викимедиа Армения .
Сусанна Мкртчян — автор ряда новых образовательных проектов в области Википедии, которые получили высокую оценку во всем мире. Один из проектов Сусанны Мкртчян, Вики-лагерь (Wikicamp) впервые успешно реализованный в Армении, был признан «Самым удивительным проектом года» в 2014 году. Аналогично а в 2016 году «Самым удивительным проектом года» стал проект Вики-клуб (Wiki Club). Проекты Вики-лагерь и Вики-клуб стали армянскими брендами движения Викимедиа.
Благодаря эффективности мероприятий, направленных на популяризацию движения Викимедиа в Армении, в августе 2016 года, Пятая ежегодная конференция организаций Викимедиа стран Восточной и Центральной Европы была организована в Армении, в Дилижанской международной школе:

## Награды
- Викимедиец года — почётное упоминание Джимми Уэльсом на Викимании 2015 в Мехико[2][18][19]
- «Самый удивительный проект года», присужденный инициативе Сусанны Мкртчян «Вики-лагерь» в 2015 и 2016 годах